# جوانا من أراغون
خوانا من أراغون (16 يونيو 1454 - 9 يناير 1517) كانت ملكة نابولي القرينة الثانية لفرديناندو الأول.